# توانمندی (علوم رایانه)
در علوم رایانه نظری، توانمندی (به انگلیسی: Robustness) توانایی دستگاه رایانه برای غلبه بر خطاها هنگام اجرا و غلبه بر خطاهای ورودی می‌باشد. توانمندی می‌تواند حوزه‌های متنوعی از علوم رایانه چون برنامه نویسی توانمند، یادگیری ماشین توانمند و امنیت شبکه توانمند را دربر گیرد. روش‌های صوری چون تست فازینگ برای نمایش توانمندی ضروری اند، چرا که این نوع آزمون‌ها مربوط به ورودی‌های نامعتبر یا غیرمنتظره می‌باشند. همچنین تزریق خطا را می‌توان برای آزمون توانمندی به کار برد. محصولات تجاری متنوعی برای اعمال آزمون توانمندی در تحلیل نرم‌افزارها موجود است.